# European Policy Centre

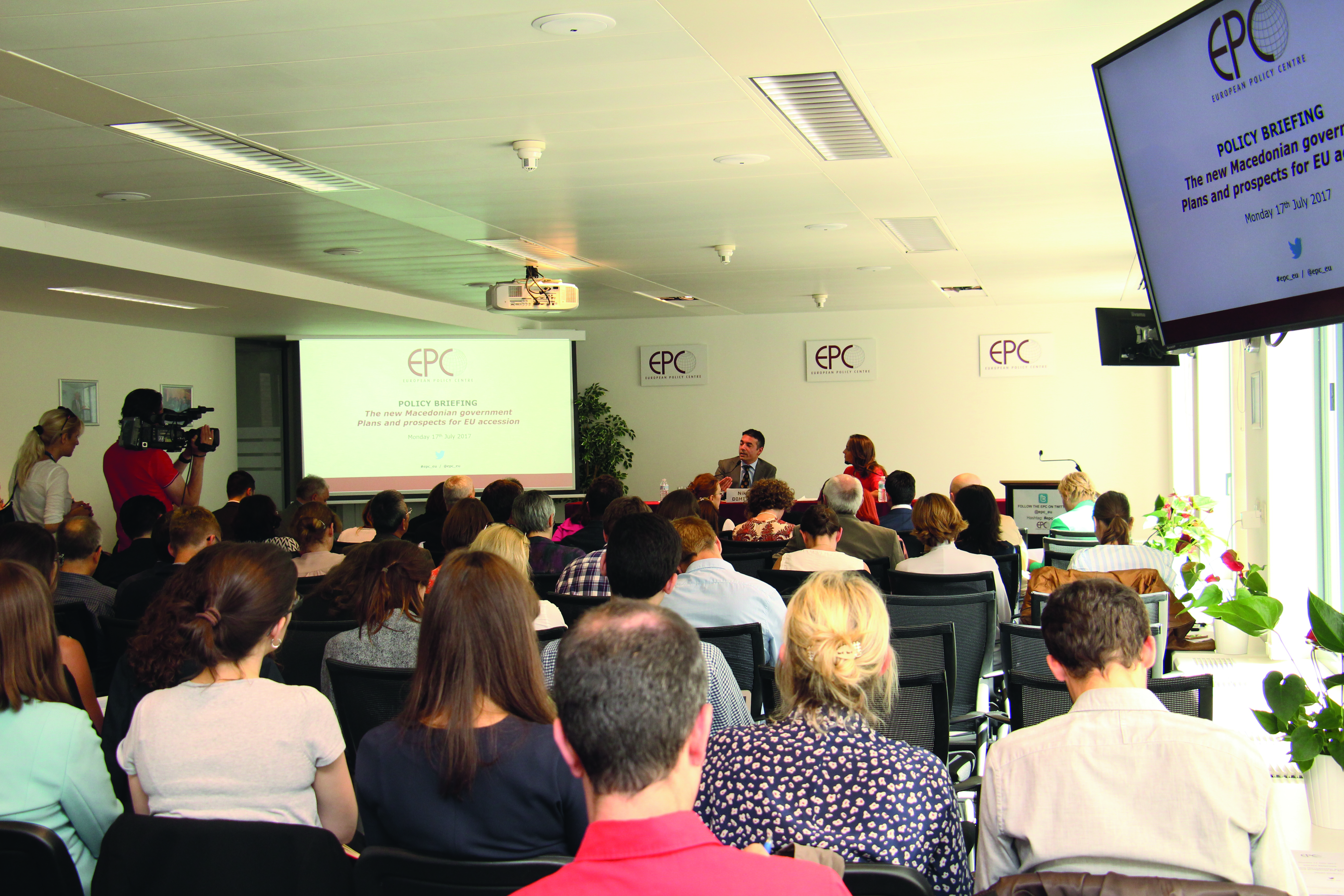
EPC Konferenzzentrum

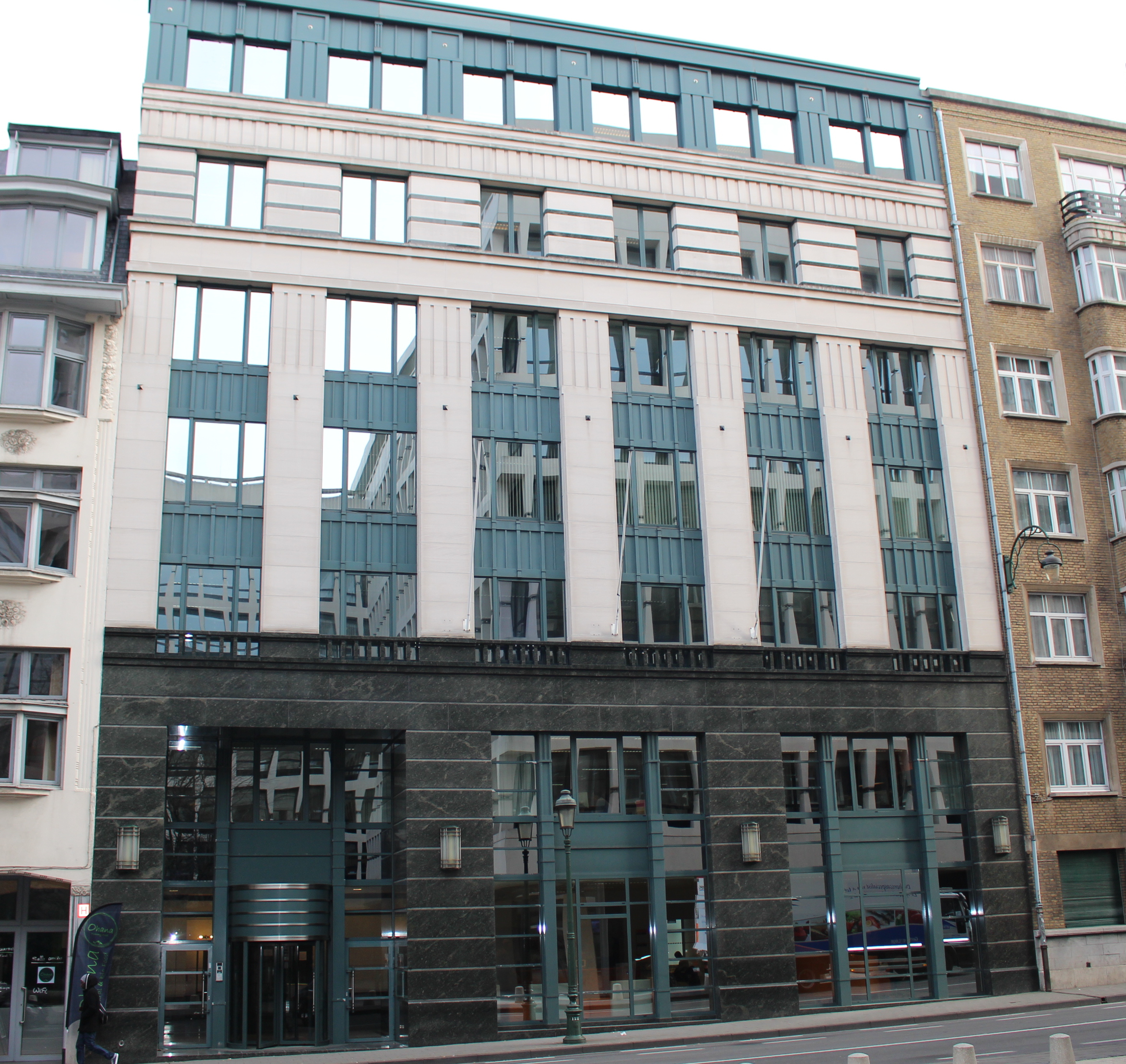
Die Räumlichkeiten des European Policy Centre in der Rue du Trône 14-16 in Brüssel (Belgien).

Das European Policy Centre (EPC) ist eine nicht-staatliche gemeinnützige Denkfabrik mit Sitz in Brüssel, die zu Fragen europäischer Politik arbeitet und 1997 gegründet wurde.

## Tätigkeitsbereich
Herman Van Rompuy ist Präsident des EPC. Generaldirektor des EPC ist der deutsche Ökonom Fabian Zuleeg. Studiendirektor ist der deutsch-griechische Politikwissenschaftler und Ökonom Janis A. Emmanouilidis. Zudem arbeiten am EPC 21 Wissenschaftler. Sie betreiben Forschung und Analyse, organisieren Expertentreffen und Veranstaltungen mit relevanten Stakeholdern im Bereich europäischer und internationaler Politik und veröffentlichen Publikationen online und in Druckform. Das EPC arbeitet zudem mit 18 Beratern und 12 Academic Fellows zusammen.
Die Arbeit des EPC ist in fünf Programmen organisiert:
- Europäische Politik und Institutionen (Leiterin: Corina Stratulat, Senior Policy Analyst)
- Europäische Migration und Diversität (Leiterin: Marie de Somer, Senior Policy Analyst)
- Nachhaltiger Wohlstand für Europa (Leiterin: Annika Hedberg, Senior Policy Analyst)
- Soziales Europa und Wohlbefinden (Leiterin: Claire Dhéret, Senior Policy Analyst)
- Europa in der Welt (Leiter: Giovanni Grevi, Senior Fellow)

Das EPC begrüßt regelmäßig Gastredner aus Politik und internationalen Organisationen darunter waren in den vergangenen Jahren unter anderem Margaret Chan, Generaldirektorin der Weltgesundheitsorganisation; Jacques Delors, ehemaliger Präsident der Europäischen Kommission; Mario Draghi, ehemaliger Präsident der Europäischen Zentralbank; Jean-Claude Juncker, ehemaliger Präsident der Europäischen Kommission; Christine Lagarde, Präsidentin der Europäischen Zentralbank; Martin Schulz, ehemaliger Präsident des Europäischen Parlaments; Salil Shetty, Generalsekretär von Amnesty International; Donald Tusk, ehemaliger Präsident des Europäischen Rats und aktueller Vorsitzender der Europäischen Volkspartei, sowie weitere internationale hochrangige Minister und Beamte.

## Finanzierung
Die Finanzmittel stammen aus verschiedenen Quellen: die König-Baudouin-Stiftung aus Belgien, die Adessium Stiftung aus den Niederlanden und Stiftung Mercator aus Deutschland sind strategische Partner des EPC. Darüber hinaus tragen Mitgliedsbeiträge und im Rahmen von Projekten eingeworbene Drittmittel von der EU und anderen Organisationen zur Finanzierung der Arbeit des EPC bei.

## Struktur
Herman Van Rompuy ist Präsident und Vorsitzender des Beirats des EPC, dem viele weitere bekannte europäische Persönlichkeiten angehören: Joaquin Almunia, Maria Joào Rodrigues, Lord Kerr of Kinlochard, Danuta Hübner, Janez Potočnik, André Sapir, Wolfgang Schüssel, Rita Süssmuth und Jacek Saryusz-Wolski.
Die Mitgliederversammlung wird von Fabio Colsasanti, dem ehemaligen Generaldirektor für Informationsgesellschaft und Medien der Europäischen Kommission, geleitet. Dem Vorstand sitzt Paul Skytte Christoffersen, ehemals dänischer Botschafter in Belgien und Ständiger Vertreter Dänemarks bei der EU, vor.
Ehemalige Präsidenten waren unter anderem Peter Sutherland (1998–2011) und Philippe Maystedt (2011–2014). Ehemalige Vorsitzende des Hauptvorstands waren unter anderem Hywel Ceri Jones, Gründer des ERASMUS Programms, Antonio Vitorino, ehemaliger EU-Kommissar und Meglena Kunewa, vormals EU-Kommissarin.

## Mitglieder
Das EPC hat ca. 350 Mitglieder aus diplomatischen Vertretungen, Großunternehmen, Nichtregierungsorganisationen und regionalen und lokalen Behörden. Die Mitglieder des EPC tragen aktiv zu den Podiumsdiskussionen, Workshops, Task Forces und Roundtable-Gesprächen am EPC bei.

## Zusammenarbeit mit Tabakindustrie
2009 veröffentlichte Forschung zeigte auf, wie das EPC in den 1990ern „im Auftrag von British American Tabacco das ‚risk assessment forum‘ [gründete], das als Plattform für Unternehmen gedacht war, die von staatlicher Regulierung besonders betroffen sind.“